# I Can’t Believe It’s Teddybears STHLM
I Can’t Believe It’s Teddybears STHLM – drugi album studyjny szwedzkiego zespołu rockowego Teddybears STHLM. Został wydany w 1996 roku nakładem wytwórni płytowej MVG.

## Lista utworów
Opracowano na podstawie materiału źródłowego.
1. "Magic Finger" – 3:33
2. "Two Time Nation" – 2:39
3. "Fish Out of Water" – 2:57
4. "Irresistible Itch" – 2:38
5. "Kanzi" – 3:49
6. "Rude Criminal" – 2:46
7. "The Robots" – 3:02
8. "Jim" – 5:04
9. "Adapted" – 1:54
10. "Fellowship Blinkers" – 2:32
11. "Stumbles & Falls" – 4:06
12. "Me, Mum & Daddy" – 2:25
13. "Intro to Boris" – 0:30
14. "Boris" – 3:44

## Personel
Opracowano na podstawie materiału źródłowego.
|  | - Patrik Arve – wokal, beatbox - Jocko Apa – wokal, bass - Christian "Falcon" Falk – perkusja - Erik Olsson – perkusja - Per Lindvall – perkusja - Klas Åhlund – gitara | - Christian "Falcon" Falk – miks, produkcja - Ronny Lahti – miks - Stefan Glaumann – miks - Åsa Winzell – mastering - Sleepy – scratching |

## Notowania

### Pozycja na tygodniowej liście sprzedaży
| Kraj    | Lista                      | Najwyższa pozycja |
| ------- | -------------------------- | ----------------- |
| Szwecja | Sverigetopplistan – Albums | 31                |